# Міністерство у справах ветеранів США
Міністерство у справах ветеранів США (англ. United States Department of Veterans Affairs, VA) — державний орган виконавчої влади США, який спільно з Міністерством оборони та Міністерством охорони здоров'я та соціального забезпечення США здійснює діяльність у сфері соціального забезпечення та захисту ветеранів військової служби, членів їх родин та осіб, що перебувають на їх утриманні (у тому числі загиблих військовослужбовців). Міністерство є правонаступником Адміністрації з питань ветеранів США, яке було утворено 21 липня 1930 року, як окремий державний орган на виконання Виконавчого наказу Президента США № 5398 (англ. President by Executive Order 5398).

Прапор Міністерства у справах ветеранів США

## Історія
Сполучені Штати мають одну з найбільш комплексних систем допомоги для ветеранів з-поміж інших країн світу. Ще у 1636 році, коли пілігрими з колонії Плімут були у війні з плем'ям Пекотів, колоністи ухвалили закон, за яким, солдати-інваліди будуть підтримуватися колонією.
Пізніше, під час Американської революції та Війни за незалежність США Континентальним Конгресом 1776 року, забезпечувалася пенсія для інвалідів війни. У перші дні республіки, окремі штати та громади США забезпечували пряму медичну та лікарняну допомогу для ветеранів.
Після закінчення Громадянської війни, було створено багато державних будинків ветеранів. Усі ветерани війн, та постійні члени Збройних сил США, почали отримувати допомогу в цих будинках.
У 1917 році, Конгрес США систему пільг для ветеранів, що включала програми компенсації за інвалідність, страхування військовослужбовців і ветеранів, професійну реабілітації для інвалідів. У 1920-х роках різні пільги надавалися трьома різними федеральними відомствами: Бюро ветеранів, Пенсійним бюро Міністерства внутрішніх справ, і Національним Будинком для інвалідів. У 1930 Конгрес доручив президенту консолідувати зусилля уряду в галузі допомоги ветеранам війни, і на базі цих трьох організацій була створена Адміністрація з питань ветеранів. Першим її керівником був призначений бригадний генерал Френк Хайнс, який раніше керував Бюро ветеранів протягом семи років, він очолював Адміністрацію до 1945 року.
Після Другої світової війни число ветеранів в США значно зросло, крім того, були значно розширені їхні права та пільги. Деякі експерти вважають, що закон про ветеранів від G.I. Bill 22 червня 1944 мав більше впливу на американський спосіб життя, ніж закон про гомстеди в XIX столітті. Крім того, були прийняті додаткові заходи допомоги ветеранам Корейської війни, В'єтнамської війни, добровольцям 1970-х (після скасування призову в армію США в 1973 році), учасникам війни в Перській затоці, і тим, хто служив під час терактів 11 вересня 2001.
У 1973 у підпорядкування Міністерства у справах ветеранів, з підпорядкування Міністерства армії США було передано Національну систему кладовищ (за винятком Арлінгтонського національного кладовища). Міністерству було доручено взаємодію з Національною системою кладовищ, зокрема, організація маркування могил ветеранів на національних кладовищах і кладовищах штатів (а за вимогами — і могил ветеранів на приватних кладовищах), а також управління грантовими програмами штатів з облаштування кладовищ.
Міністерство у справах ветеранів було введено до складу Кабінету США 15 березня 1989 року президентом Джорджем Бушем-старшим, відповідно до поправок чинного законодавства (англ. Public Law № 100-527).

## Склад міністерства

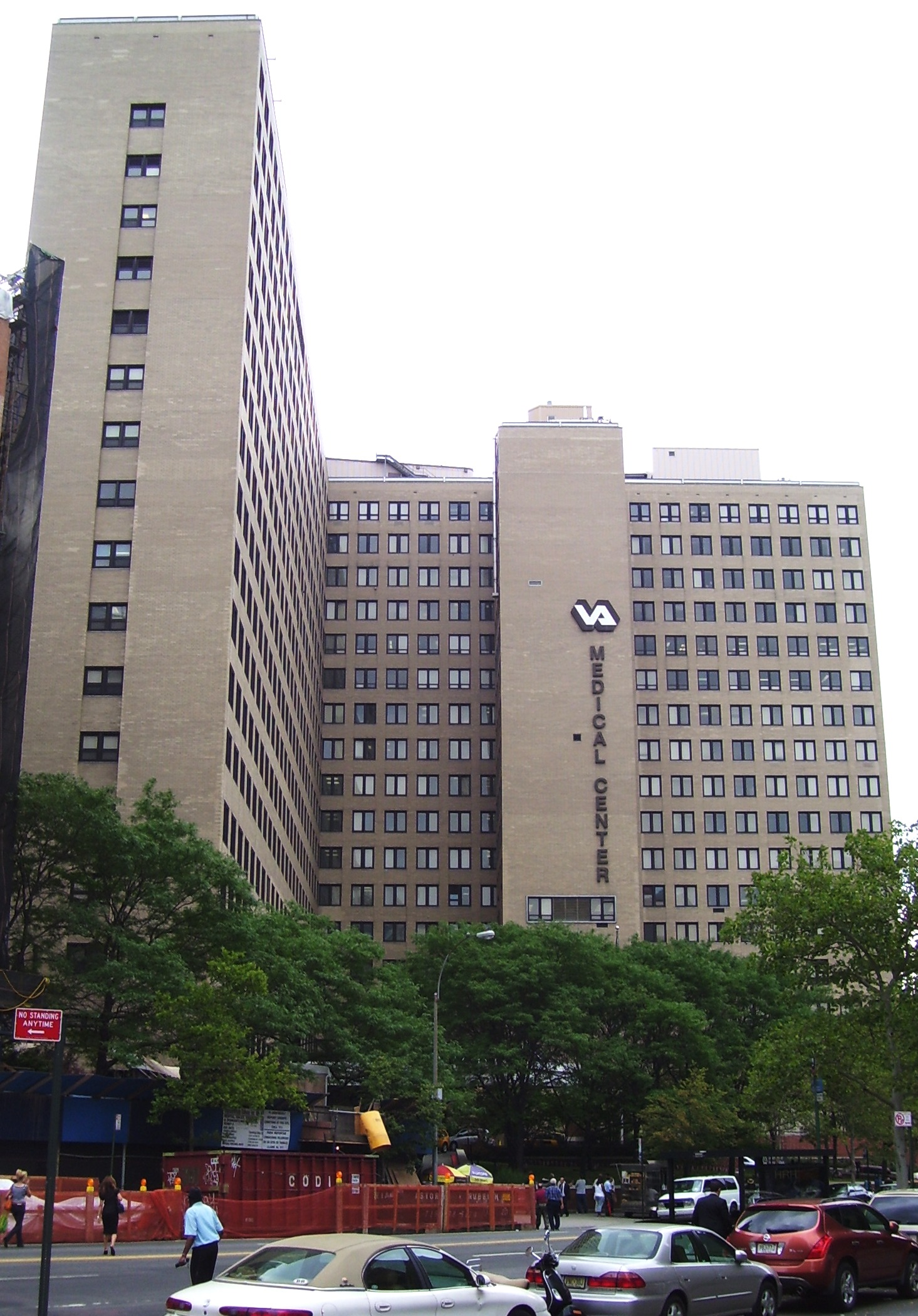
Медичний центр Міністерства у справах ветеранів. Мангеттен, Нью-Йорк

До складу Міністерства входять такі основні департаменти/адміністрації:
- Адміністрація з питань медичного забезпечення (англ. Veterans Health Administration).
- Адміністрація з питань пільг та привілеїв (англ. Veterans Benefits Administration).
- Адміністрація у похоронних справах та з питань утримання місць поховання ветеранів військової служби (англ. National Cemetery Administration, має статус «Національної»).

У структурі Міністерства діють також апарати заступників та помічників міністра з питань: фінансів і планування, інформаційних ресурсів та менеджменту, кадрової політики та адміністративних питань, зв'язків з ветеранами, координації соціальних програм, закупівель та споруджень, зв'язків з Конгресом та громадськістю, а також низка інших адміністративних підрозділів (офісів), які сприяють рішенню питань забезпечення ветеранів військової служби, у тому числі: генеральної інспекції, бюджетно-фінансової служби, матеріально-технічні та логістичні, по зв'язкам з бізнесовими структурами, юридичних питань, розгляду скарг та заяв, безпеки та захисту тощо.
Міністерство є другим у системі федерального уряду США за чисельністю персоналу, кількість якого, станом на 2013 рік, становила 312 841 тис. державних службовців та працівників.
Міністерству належить 153 госпітальних установи, 895 поліклініки й амбулаторії, 125 цвинтарів, а також інші федеральні земельні ділянки та об'єкти нерухомості.

## Пільги ветеранів
Американська система пенсійного забезпечення військовослужбовців є комплексною і включає три основні канали надходження: військову пенсію, пенсію за програмою федерального соціального страхування, та особисті відрахування військовослужбовців на персоналізовані пенсійні рахунки. За оцінками експертів міністерства праці США, завдяки такій схемі пенсійного забезпечення військовослужбовці в даний час являють собою найбільш соціально захищену професійну групу населення в країні.

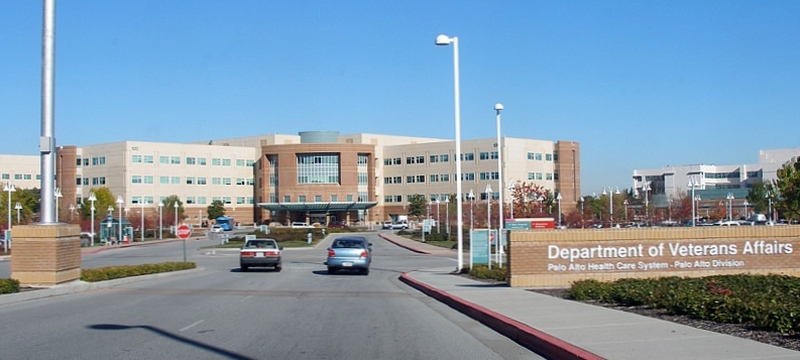
Медичний центр Міністерства у справах ветеранів. Пало-Альто, Каліфорнія

### Список пільг
- Виплата допомоги за інвалідністю;
- Реалізація програми професійної реабілітації;
- Надання допомоги в одержанні освіти;
- Психотерапевтична допомога ветеранам війни у В'єтнамі;
- Надання допомоги при працевлаштуванні;
- Виплата допомоги з безробіття;
- Здійснення на пільгових умовах медичного обслуговування;
- Здійснення на пільгових умовах страхування життя;
- Менші відсотки при наданні позик на будівництво житла, придбання будинку або машини;
- Організація поховань;
- Інші послуги.

### Пенсія ветеранів
Виплати військовим пенсіонерам здійснюються із коштів фонду через лічильно-фінансове управління Міністерства оборони США за місцем їх проживання по одному з трьох можливих пенсійних планів: Final Pay для тих, що поступили на військову службу до 8 вересня 1980 року, High-3 — для тих, що підписали контракт в період з 9 вересня 1980-го до 1 серпня 1986-го, CSB/REDUX — для тих, що поступили на військову службу після 1 серпня 1986 року.
- Final Pay — береться за основу 50 % останнього посадового окладу; за кожний додатковий рік вислуги понад 20 років пенсія збільшується на 2,5 % посадового окладу;
- High-3 — береться за основу 50 % середнього посадового окладу за будь-які три роки безперервної військової служби; за кожний додатковий рік вислуги понад 20 років пенсія збільшується на 2,5 % середнього посадового окладу.
- CSB/REDUX — береться за основу 40 % середнього посадового окладу за будь-які три роки військової служби. За кожний рік понад 20 років пенсія збільшується на 3,5 % середнього посадового окладу. Крім цього, даним планом вводиться виплата одноразової допомоги у розмірі 30 тис. доларів після 15 років військової служби в тому випадку, якщо військовослужбовець підписує контракт ще на п'ять років.

Максимальний розмір пенсії за умовами усіх планів не може перевищувати 75 % використовуваного для його розрахунку посадового окладу.
Розмір пенсії військовослужбовцям, звільненим з інвалідності, визначається шляхом множення основного окладу військовослужбовця на відсоток втрати ним працездатності, або з розрахунку 2,5 % основного окладу за кожен рік служби (за вибором того, що звільняється). У випадку тимчасової втрати працездатності, військовослужбовець заноситься в спеціальний реєстр тимчасово непрацездатних осіб, та один раз на півтора року проходить медичний переогляд. Через п'ять років вирішується питання про повернення до служби, про відставку за станом здоров'я або про скорочення. Військовослужбовці які знаходяться з в реєстрі, отримують допомогу в розмірі не нижче 50 % свого посадового окладу.
Основний оклад солдата (станом на 2014 рік):
| Ранг                        | Вислуга менше 2 років. Платня у доларах США/рік | Вислуга 4 роки. Платня у доларах США/рік | Вислуга 6 років і більше. Платня у доларах США/рік |
| --------------------------- | ----------------------------------------------- | ---------------------------------------- | -------------------------------------------------- |
| Private (E1)                | 18,378*                                         | —                                        | —                                                  |
| Private (E2)                | 20,602.80                                       | 20,602.80                                | 20,602.80                                          |
| Private First Class (E3)    | 21,664.80                                       | 24,418.80                                | 24,418.80                                          |
| Specialist or Corporal (E4) | 23,994                                          | 27,936                                   | 29,127.60                                          |
| Sergeant (E5)               | 26,172                                          | 30,661.20                                | 32,814                                             |
| Staff Sergeant (E6)         | 28,569.60                                       | 34,171.20                                | 35,578.80                                          |

* Платня для рангу E1 дещо менша протягом перших чотирьох місяців служби.
Основний оклад офіцера (станом на 2014 рік):
| Ранг                   | Вислуга менше 2 років. Платня у доларах США/рік | Вислуга 4 роки. Платня у доларах США/рік | Вислуга 6 років і більше. Платня у доларах США/рік |
| ---------------------- | ----------------------------------------------- | ---------------------------------------- | -------------------------------------------------- |
| Second Lieutenant (O1) | 34,862.40                                       | 43,866                                   | 43,866                                             |
| First Lieutenant (O2)  | 40,165.20                                       | 54,464.40                                | 55,587.60                                          |
| Captain (O3)           | 46,486.80                                       | 62,013.60                                | 64,983.60                                          |
| Major (O4)             | 52,869.60                                       | 66,196.80                                | 69,987.60                                          |